# Одликовања Републике Црне Горе
Одликовања Републике Црне Горе представљају највиши знак јавног признања који се додељује за изузетне заслуге и дела од великог значаја за Републику Црну Гору.

## Одликовања
- Орден Републике Црне Горе је највише одликовање и има један степен и додјељује се на на великој огрлици – предсједницима суверенима држава, те челницима међународних организација на ленти – другим високим носиоцима функција страних држава или међународних удружења[1].
- Орден Црногорске велике звијезде има један степен и додјељује се за изузетне заслуге у развијању и учвршћивању сарадње и пријатељских односа између Црне Горе и других држава те међународних организација и за допринос међународном угледу и положају Црне Горе.
- Орден Црногорске независности  има један степен и додијељује се за посебан допринос и афирмацију црногорске независности.[1]
- Орден Црногорске заставе има три степена и додјељује се за изузетне заслуге за Црну Гору.[1]
- Орден за храброст има један степен и додјељује се за изванредну храброст и самопријегор исказан у изузетно опасним догађајима у спашавању људских живота и добара.[1]
- Орден рада има један степен и додјељује се за изузетне успјехе у предузетништву и у осталим дјелатностима, те за рад од изузетнога значаја за напредак и развој Црне Горе.[1]

## Медаље
- Медаља за храброст се додјељује за дјела особне храбрости у промицању и остваривању сигурности грађана и државе, изван и изнад захтјева дужности.[1]
- Медаља човјекољубља се додјељује за дјелâ помоћи болесним, рањеним, прогнаним или избјеглим особама, изван и изнад захтјева дужности.[1]
- Медаља за заслуге се додјељује за заслуге у извршавању повјерених задатака који посебно доприносе пријатељским односима између Црне Горе и других држава.[1]